# Флаг Полярного
Флаг Поля́рного — официальный символ территориального округа Полярный закрытого административно-территориального образования Александровск Мурманской области Российской Федерации. Флаг утверждён 26 сентября 2001 года и внесён в Государственный геральдический регистр Российской Федерации под номером 891. До 28 мая 2008 года флаг ЗАТО Полярный.

## Описание
«Голубое полотнище с соотношением сторон 2:3, несущее изображение жёлтого с белыми парусами корабля, обращённого от древка; красный верхний угол у свободного полотнища, занимающий ¼ полотнища несёт изображение жёлтого колокола, раскачиваемого в сторону древка, и отделён волнистой белой линией, выходящей из нижнего угла свободного края полотнища».

## Обоснование символики
Центральной фигурой флага является золотой корабль, символизирующий Краснознамённую Кольскую флотилию, соединения и части которой, внёсшие большой вклад в победу над фашистской Германией, имеют славные боевые традиции. В мирное время флотилия успешно осваивает корабли новых поколений, во время длительных плаваний безупречно выполняет задания Родины в различных районах Мирового океана. Новые поколения полярнинцев с честью продолжают летопись города, вступающего во второе столетие.
Изображение корабля у всех народов приморских стран означает благополучное достижение цели: корабль под парусами символизирует готовность встретить всякого рода неожиданности, встать на защиту национальных интересов страны, и скорого обретения желаемого.
Колокол символизирует храм Николая Мирликийского — святого покровителя моряков, колокольный звон которого возвестил 23 июня 1899 года об открытии на Кольском заливе города и порта Александровска — (ныне город Полярный), названного в честь императора Александра III.
Серебреная перевязь символизирует географическое расположение города Полярного на Кольском заливе.
Голубой цвет полотнища означает, что город Полярный — это город-порт: вся деятельность его жителей связана с морем. Голубой цвет в геральдике — символ честности, верности, безупречности.
Красный цвет в геральдике символизирует мужество, смелость, любовь, великодушие.
Жёлтый цвет (золото) — знак земного и небесного величия. Означает христианские добродетели: веру, справедливость, милосердие и смирение, и мирские качества: могущество, знатность, постоянство, богатство.
Белый цвет (серебро) означает чистоту, надежду, правдивость, благородство.

## Авторы
Авторами флага являются Игорь Дмитриевич Рожков и Пётр Иванович Абарин.